# Mario Pisu

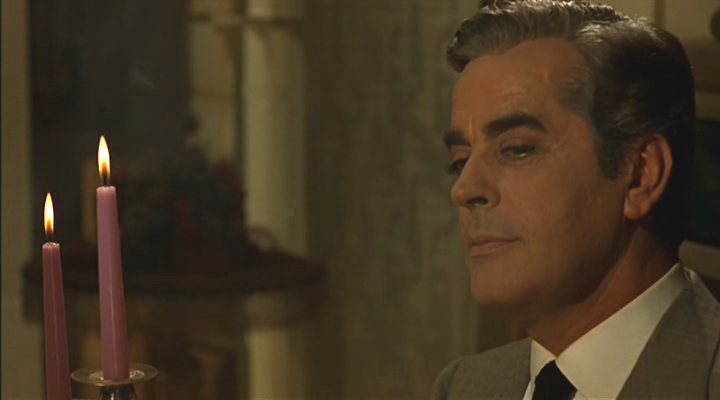
Mario Pisu in Julia und die Geister

Mario Pisu (* 21. Mai 1910 in Montecchio Emilia, Italien; † 17. Juli 1976 in Velletri, Italien) war ein italienischer Schauspieler bei Bühne, Film und Fernsehen.

## Leben und Wirken
Pisu hatte seit den frühen 1930er Jahren Theater zu spielen begonnen, wurde aber aufgrund seines sehr guten Aussehens wenig später zum Film geholt, wo er ab 1935 vier Jahrzehnte lang tragende Neben- aber auch mehrere Hauptrollen überantwortet bekam. Pisu war auf der Leinwand ein gefragter Darsteller in gepflegten Konversationsstücke, Komödien und vor allem Liebesmelodramen der Mussolini-Ära, als er mit regimetreuen Regisseuren wie Enrico Guazzoni, Guido Brignone, Gennaro Righelli, Raffaello Matarazzo, Duilio Coletti, Goffredo Alessandrini, Mario Bonnard und Carmine Gallone zusammenarbeitete.
Nach dem Zweiten Weltkrieg entdeckte Luchino Visconti den attraktiven Mimen als Theaterinterpreten neu, und Pisu reüssierte mit Charakterrollen in modernen Stücken wie Arthur Millers Tod eines Handlungsreisenden (1951) und Anton Tschechows Onkel Wanja (1957). Zeitweilig hatte er auch seine eigene kleine Theatertruppe. Dennoch blieb Mario Pisu in erster Linie dem Film verbunden, wo er bis unmittelbar vor seinem Tod 1976 intensiv arbeitete. Zu seinen wichtigsten Förderern zählten nunmehr Mario Camerini, Luigi Zampa, Sergio Corbucci, Nanni Loy, Luciano Salce und vor allem Federico Fellini, der ihn in zwei seiner wichtigsten Arbeiten, Achteinhalb und Julia und die Geister, besetzte.
Darüber hinaus sah man Pisu (vor allem in den 1960er Jahren) auch in internationalen, häufig französisch dominierten Koproduktionen – konventionelle Unterhaltungsfilme, in denen er populäre Kollegen wie Louis de Funès, Michèle Mercier, John Mills und Horst Buchholz zu Partnern hatte. 1954 hat er sich auch einmal als Filmregisseur versucht. Pisu war überdies in mehreren Fernsehproduktionen (auch Mehrteiler und Serien) zu sehen gewesen und hat, aufgrund seiner sonoren Stimme, außerdem eine Fülle von Synchronrollen übernommen.

## Privates
Mario Pisu war mit der Schauspielerin Lilli Trucchi verheiratet. Sein Sohn war der einstige Kinderschauspieler (während des Zweiten Weltkriegs) Silverio Pisu (1937–2004), sein Bruder der Komiker Raffaele Pisu (* 1925).

## Filmografie
- 1935: Re burlone
- 1935: Passaporto rosso
- 1936: Amazzoni bianche
- 1936: Re di denari
- 1937: È tornato Karnevale
- 1938: L’ultima nemica
- 1938: Il suo destino
- 1938: La sposa dei Re
- 1940: Manovre d’amore
- 1941: Prinzessin Aschenbrödel (Cenerentola e il signor Bonaventura)
- 1942: Noi vivi
- 1942: Addio Kira!
- 1943: Il nostro prossimo
- 1943: Lettere al sottotenente
- 1944: La locandiera
- 1945: Il ratto delle Sabine
- 1945: Il canto della vita
- 1946: Ehemann auf Bestellung (Il marito povero)
- 1946: Mein Sohn, der Professor (Mio figlio professore)
- 1949: Il vedovo allegro
- 1950: Margherita da Cortona
- 1950: Io sono il Capataz
- 1951: Il diavolo in convento
- 1951: Engel oder Sünderin? (Le due verità)
- 1952: Vom Landpfarrer zum Papst (Gli uomini non guardano il cielo)
- 1952: Ein Auto macht noch keinen Millionär (5 poveri in automobile)
- 1953: Dieci canzoni d’amore da salvare
- 1954: La grande avventura (Drehbuch und Regie)
- 1955: Totò all’inferno
- 1958: Junge Leute von heute (Primo amore)
- 1959: Hannibal (Annibale)
- 1960: Aufstand der Tscherkessen (I cosacchi)
- 1961: Mariti a congresso
- 1962: Anni ruggenti
- 1962: Die Teufelskerle von Dorado (I diavoli di Spartivento)
- 1963: Achteinhalb (Otto e mezzo)
- 1963: Totò sexy
- 1963: Zorro und die drei Musketiere (Zorro e i tre moschettieri)
- 1963: Die Peitsche im Genick (I compagni)
- 1964: Soldati e caporali
- 1965: Der Gendarm vom Broadway (Le Gendarme à New York)
- 1965: Julia und die Geister (Giulietta degli spiriti)
- 1965: Die Lust und die Gewalt (La violenza e l’amore)
- 1965: Made in Italy
- 1965: Ich, ich, ich … und die anderen (Io, io, io… e gli altri)
- 1966: Seitensprung auf italienisch (Adulterio all’italiana)
- 1966: Unsere Ehemänner (I nostri mariti)
- 1966: Jonny Banco – Geliebter Taugenichts (Johnny Banco)
- 1967: O.S.S. – Teufelstanz in Tokio (Atout coeur à Tokyo pour OSS 117)
- 1967: Haie bitten zu Tisch (Estouffade à la Caraibe)
- 1968: Lady Hamilton – Zwischen Schmach und Liebe
- 1968: Temptation
- 1969: L’amore è come il sole
- 1969: Zingara
- 1971: Untersuchungshaft (Detenuto in attesa di giudizio)
- 1972: Der Teufel führt Regie (Il boss)
- 1972: Ohne Warnung (Sans sommation)
- 1973: Io e lui
- 1973: Paolo, der Heiße (Paolo il caldo)
- 1974: Carnalità
- 1974: Ordine firmato in bianco
- 1975: Teenager lieben heiß (Blue Jeans)
- 1975: Die Sexmaschine (Conviene far bene l’amore)
- 1975: Operation mißlungen – Patient lebt (L’infermiera)
- 1976: Der Dreh mit dem Millionencoup (Gli amici di Nick Hezard)
- 1976: Sorbole… che romagnola